# Herói dos Heróis
Herói dos heróis é o oitavo álbum de estúdio, da banda Novo Som lançado em 2000.
Este é o primeiro álbum da banda lançado pela gravadora carioca MK Music, alcançando Disco de ouro pela vendagem de mais de cem mil cópias.
O álbum foi eleito o 81º melhor disco da década de 2000, de acordo com lista publicada pelo Super Gospel.

## Faixas
(Todas as músicas por Lenilton, exceto onde anotado)
1. Pra Te Conduzir - 05:47
2. Herói dos heróis - 04:06
3. Encontrei a Luz - 04:23 (Dudu Ramos)
4. Tudo é nada sem Você - 04:28
5. Deixa Rolar - 02:50
6. Meu Sonho - 04:37
7. O Segredo - 04:08 (Mito e Lenilton)
8. Num Brilho Eterno - 03:37
9. Muito Além da Emoção - 03:47 (Mito e Lenilton)
10. Só pra Dizer "Te Amo" - 03:59
11. Longe do Amor (África) - 03:39

## Créditos
- Lead Vocal: Alex Gonzaga
- Teclados e Orquestração: Mito Pascoal
- Guitarra: Dudu Ramos
- Baixo: Lenilton
- Bateria: Geraldo Abdo